# Flik 30
La Fliegerkompanie 30 (abbreviata in Flik 30) era una delle squadriglie della Kaiserliche und Königliche Luftfahrtruppen.

## Storia

### Prima guerra mondiale
La squadriglia fu istituita all'inizio del 1916 a Strasshof an der Nordbahn, in Austria. Dopo l'addestramento, era sul fronte rumeno dal 30 giugno basata su un aeroporto da campo tra Sighetu Marmației e Solotvyno. Il 25 luglio 1917, l'intera aeronautica fu riorganizzata ricevendo compiti di divisione (ora chiamata Divisions-Kompanie 30, Flik 30D). Alla fine del 1917 fu di stanza a Târgu Secuiesc, poi fu assegnata al fronte orientale vicino a Černivci. Dopo il trattato di pace con la Russia (Trattato di Brest-Litovsk), fu spostata in Italia e riorganizzata in squadriglia da caccia (Jagdflieger-Kompanie 30, Flik 30J).
Roman Schmidt ha volato con la Flik 30J sul fronte italiano dal maggio 1918. Il 12 luglio, mentre pilotava il Phönix D.I numero 128.12, ha abbattuto un biposto italiano (tipo SAML) su territorio nemico. La sua quinta vittoria avvenne undici giorni dopo, il 23 luglio, quando abbatté un caccia Bristol F.2 Fighter del No. 139 Squadron RAF su Godega di Sant'Urbano (sia il pilota che l'osservatore sono periti nello scontro). In quel periodo la Flik 30J era basata sull'aeroporto di San Pietro al Campo (Aeroporto di Belluno).
Nell'estate del 1918, combatte nell'offensiva della Battaglia del solstizio sotto il comando della Sesta Armata. A quel tempo, aveva le sue basi nei campi dell'Aeroporto di Aviano e San Pietro in Campo. Il 15 ottobre 1918 la squadriglia fu trasferita al gruppo dell'armata bellunese e trasferita a Santa Giustina (Italia).
Dopo la guerra fu sciolta insieme all'intera aeronautica austriaca.